# Volti di Bélmez

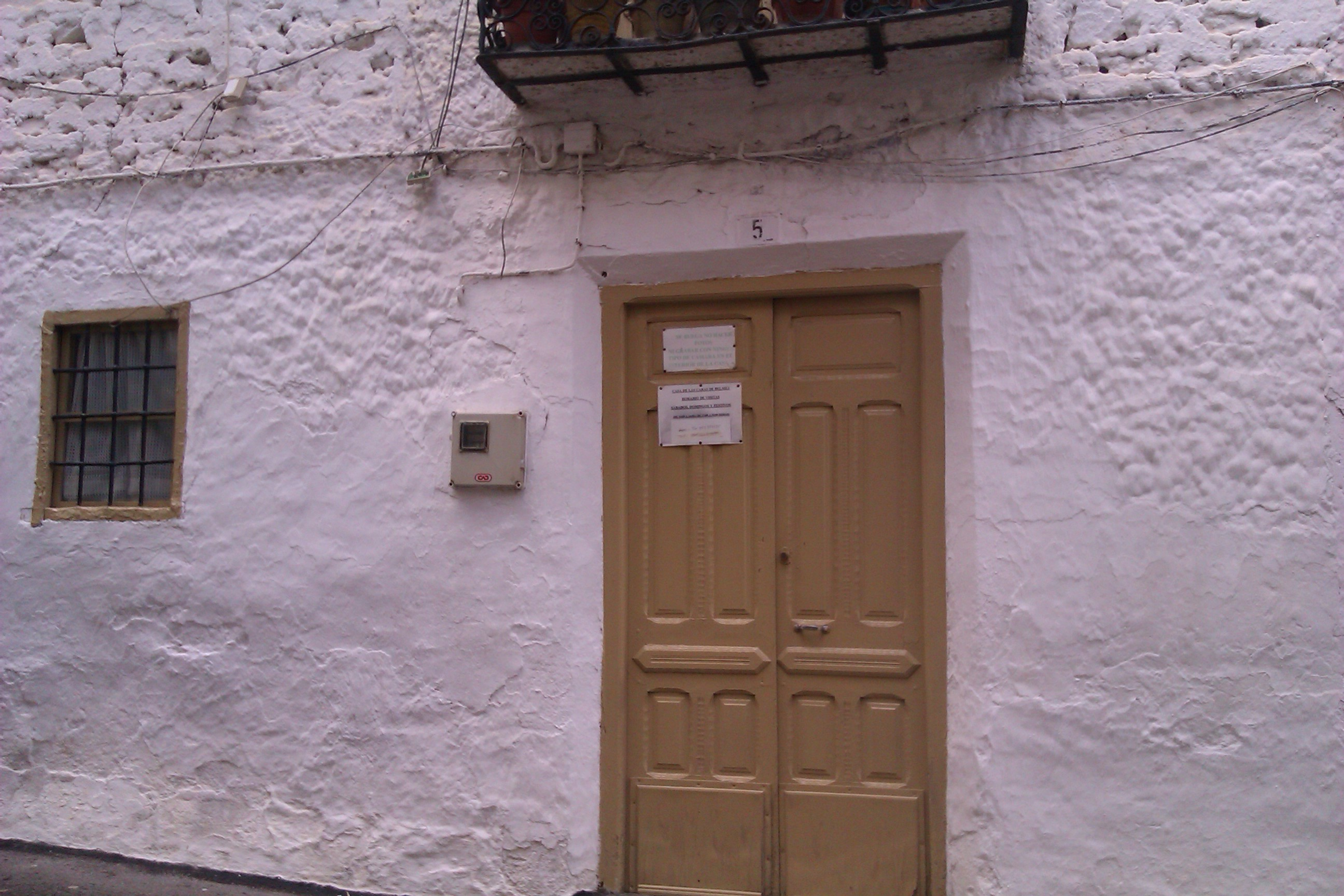
La casa della signora María, dove sono comparsi i volti

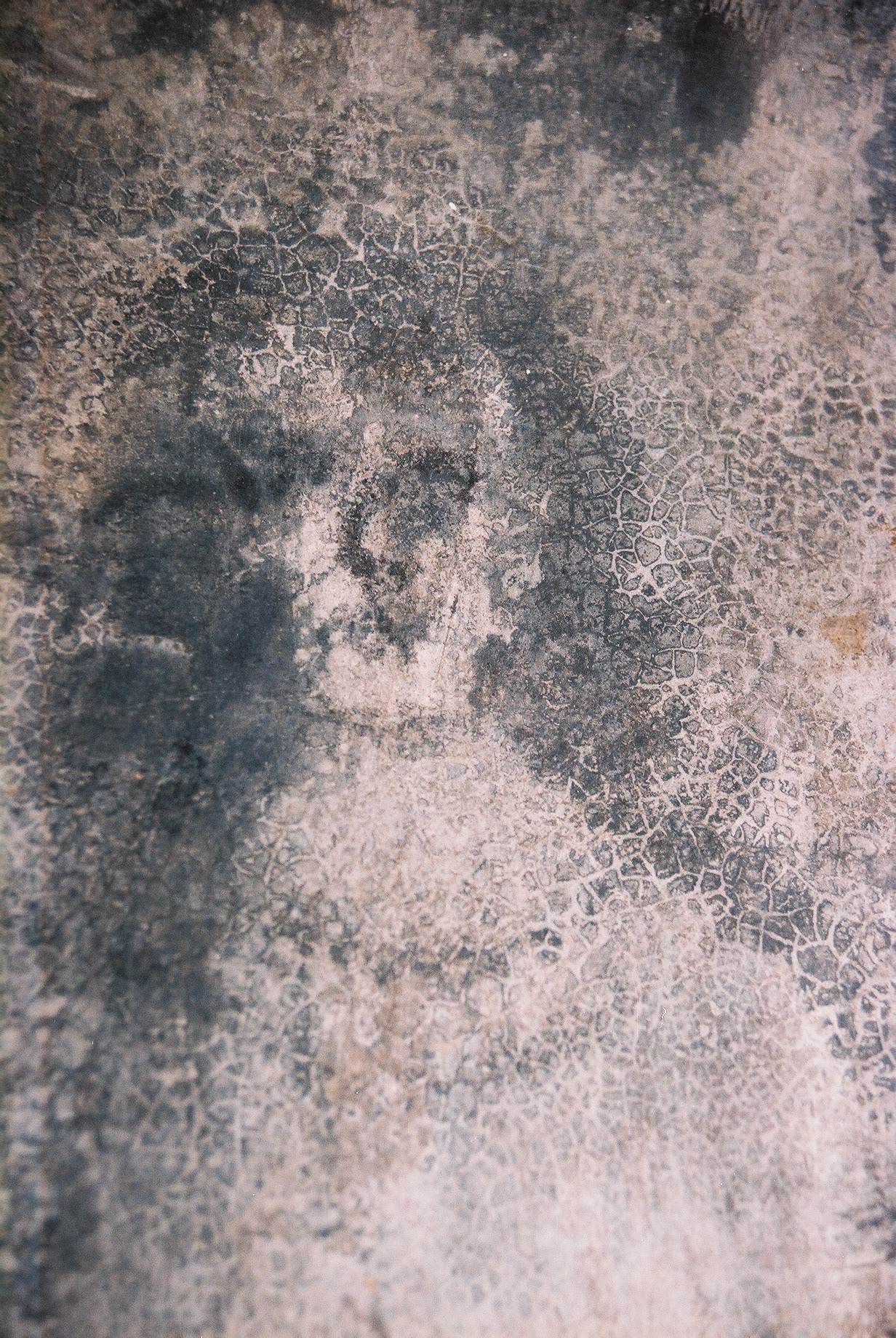
Uno dei vari volti comparsi nella casa

Volti di Bélmez (Caras de Bélmez in spagnolo) è il nome di alcuni presunti fenomeni paranormali, presentatisi per la prima volta in una casa spagnola di Bélmez de la Moraleda, paesino andaluso nella provincia di Jaén, e consistenti nell'apparizione di "ritratti" di volti umani nei pavimenti della casa.
Il primo volto sarebbe stato scoperto dalla proprietaria della casa, María Gómez Cámara, il 23 agosto 1971, nel pavimento della sua cucina. Secondo le sue affermazioni, anche dopo ripetuti tentativi di lavaggio, esso non scompariva, così, con l'aiuto del marito e del figlio, il pavimento fu picconato, dopodiché venne data una nuova gettata di cemento, ma non bastò perché dopo poco più di una settimana la stessa immagine riapparve.
Prima che l'immagine sul pavimento potesse essere ancora distrutta, l'allora sindaco del paese decise di scavare una fossa sotto il pavimento della cucina per ulteriori studi. Dallo scavo iniziarono a emergere ossa umane e due scheletri decapitati. Bisogna ricordare però che quella casa venne edificata su un terreno che tempo prima aveva ospitato parte del cimitero della locale chiesa cattolica (un terreno di sepoltura risalente a epoca romana).
Le ossa sparse vennero sottoposte a ulteriore analisi e si scoprì che risalivano al XIII secolo, mentre i corpi vennero seppelliti in maniera dignitosa con rito cattolico. Terminati gli scavi, il pavimento e la cucina vennero ricostruiti. Non molto tempo dopo, il fenomeno continuò con l'apparizione di altri volti, di cui la maggior parte in una camera mansardata.
Vista la curiosità che questi avvenimenti suscitavano nella gente, la signora Gómez e i suoi familiari provarono a speculare sulla vicenda: decisero infatti di far pagare un biglietto alle persone che volevano vedere i volti, oltre a vendere loro foto degli stessi.
Dopo la morte di María, avvenuta nel 2004, la vicenda tornò alla ribalta attirando di nuovo gli appassionati di turismo esoterico.